# Manlio Quarantelli
Manlio Quarantelli (Velletri, 19 agosto 1926 – Milano, 19 agosto 1984) è stato un aviatore e pilota collaudatore italiano.

## Biografia
Allievo della Scuola militare "Teulié", si arruolò in Aeronautica Militare e frequentò l'Accademia Aeronautica, al termine della quale fu mandato in Canada e in Inghilterra dove conseguì il brevetto di pilota militare. Impiegato su aerei da caccia rimase in servizio fino al 1963 quando lasciò la forza armata con il grado di tenente colonnello per entrare alla Fiat Aviazione dove iniziò la sua carriera da collaudatore, collaborando con l'ingegner Giuseppe Gabrielli.
Passò in seguito all'Aeritalia, accumulando nel corso degli anni 8 000 ore di volo su vari modelli sperimentali di aerei.

## L'incidente con il prototipo AMX e la morte
Il 15 maggio 1984 Quarantelli inizia il programma di collaudo dell'aereo AMX International AMX, costruito nell'ambito di un progetto di collaborazione tra le italiane Aeritalia, Aermacchi e la brasiliana Embraer.
Al quinto volo di collaudo, il pilota porta in volo il primo prototipo di AMX A-1, lo A.01 destinato alla Força Aérea Brasileira, ma provvisoriamente immatricolato con matricola sperimentale italiana MM X594. In prossimità dell'atterraggio all'Aeroporto di Caselle, alle ore 9:53 del 1º giugno, l'aereo perde improvvisamente quota a causa di un'avaria al motore. Quarantelli a quel punto potrebbe azionare l'espulsore del proprio sedile e lasciare andare l'aereo al suo destino, salvandosi la vita, invece pensa alle persone che in quel momento si trovano nell'area di un probabile impatto dell'aereo, se fosse lasciato a sé stesso. Sta sorvolando la Tangenziale di Torino e le case dell'abitato di Caselle. Il collaudatore decide di restare quindi ai comandi dell'aereo e riesce a dirigerlo in una zona dove non mette a rischio la vita altrui. Tenta un atterraggio di fortuna in un prato, ma l'impatto a terra è violento. Il prototipo striscia sul terreno per duecento metri prima di fermarsi e solo allora Quarantelli aziona il seggiolino eiettabile, perché si sta sviluppando un incendio. Il pilota viene soccorso e portato in elicottero al CTO di Torino in condizioni ritenute serie. Il ferito presenta infatti ustioni, contusioni e fratture vertebrali con compressione al midollo spinale. Tra i medici c'è comunque fiducia per la sua vita.
 Agli inizi di luglio però, a causa di complicazioni, Quarantelli deve essere trasferito al Policlinico di Milano. Le sue condizioni peggiorano progressivamente, fino al 19 agosto, giorno del suo 58º compleanno, quando Quarantelli muore, lasciando la moglie Titti e i figli Marco, Marcello e Mariella.

## Onorificenze

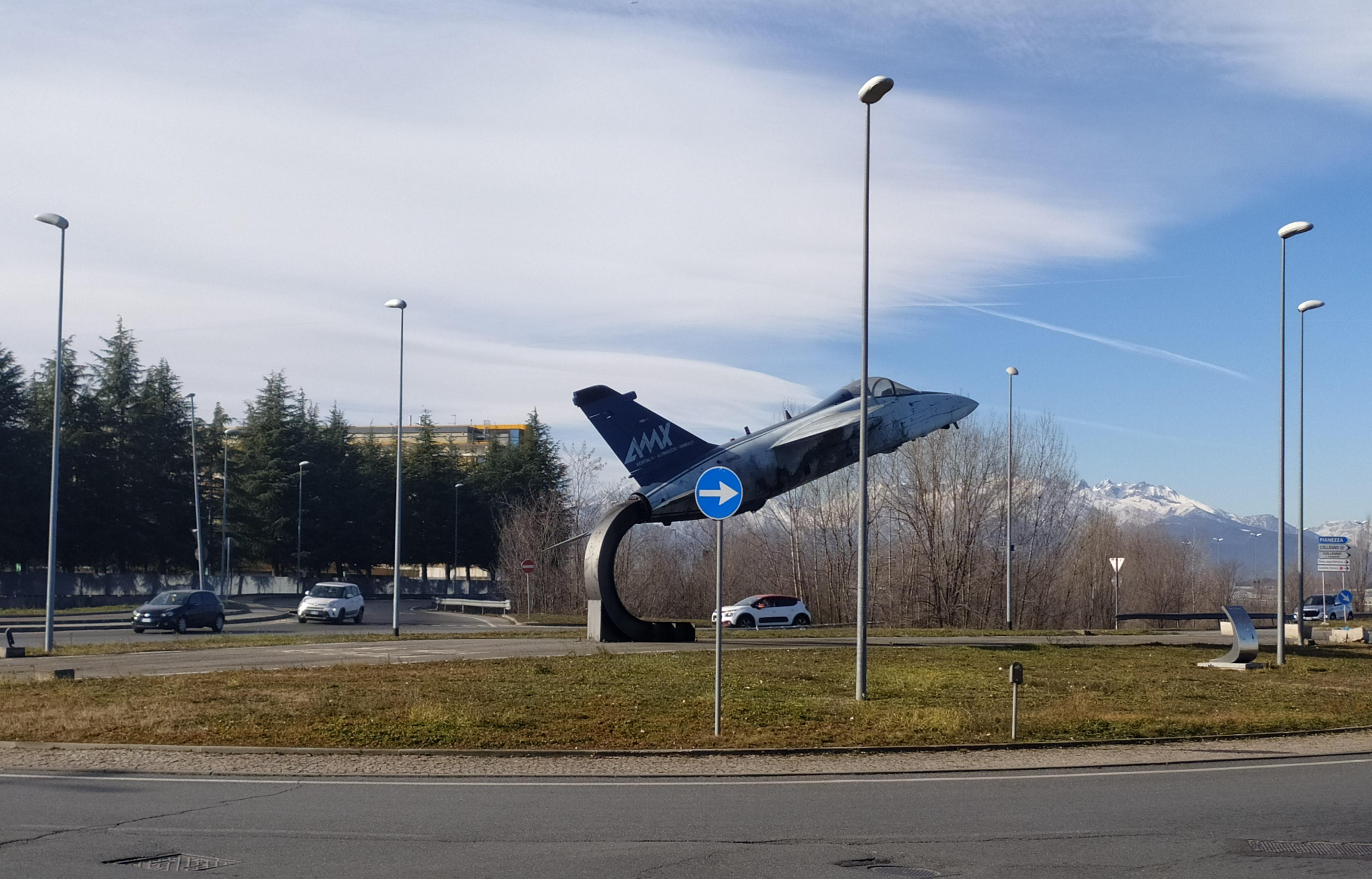
Monumento dedicato a Manlio Quarantelli a Collegno

## Riconoscimenti
A Manlio Quarantelli sono dedicate vie nelle città di Caselle Torinese, San Maurizio Canavese e Velletri, sua città natale.
Nel giugno del 2009 il comune di Collegno ha dedicato al pilota un monumento aeronautico costituito da un AMX dipinto con la livrea del prototipo al momento dell'incidente, inserito in una rotonda spartitraffico.
A lui  è stato dedicato il 18º corso della Scuola Militare Teuliè di Milano (2013-2016).